# Beiginis
Beiginis est une des îles de l’archipel des Blasket situé dans le prolongement de la péninsule de Dingle dans le comté de Kerry en Irlande.
C’est une île qui ne s’élève pas à plus de 14 mètres d’altitude. Elle se trouve dans le détroit des Blasket entre Great Blasket Island et le continent. L’île abrite une grande colonie de sternes arctiques.